# Quartil

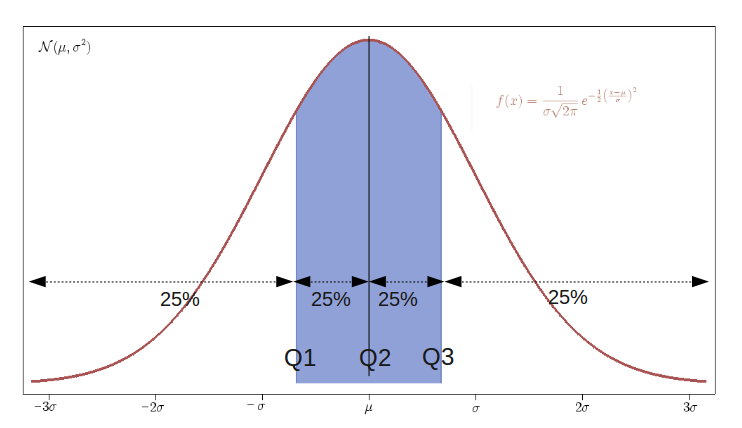
Els Q1, Q2 i Q3 de la distribució normal, divideixen la distribució en quatre blocs, cadascun dels quals conté el 25% de les dades.

En estadística descriptiva, els quartils d'un conjunt ordenat de dades són els tres punts de tall que divideixen el conjunt de dades en quatre grups de la mateixa mida. Un quartil és un tipus de quantil.
Així es defineixen:
- El primer quartil (Q1) és la dada del conjunt que separa el 25% inferior de la resta del conjunt de dades.
- El segon quartil (Q2) és la mediana de les dades.
- El tercer quartil (Q3) és la dada del conjunt que separa el 75% inferior de la resta del conjunt de dades.

També, en aplicacions de l'estadística com l'epidemiologia, la sociologia i les finances, els quartils d'un conjunt ordenat de dades són els quatre subconjunts els límits dels quals són els tres punts esmentats. Per tant, un element individual podria ser descrit com "en el quartil superior".